# Hypoponera sabronae
Hypoponera sabronae är en myrart som först beskrevs av Horace Donisthorpe 1941.  Hypoponera sabronae ingår i släktet Hypoponera och familjen myror. Inga underarter finns listade i Catalogue of Life.